# 金·斯莫尔
金·斯莫尔（英語：Kim Small，1965年4月13日—），澳大利亚前女子曲棍球运动员。她曾代表澳大利亚国家队参加1988年夏季奥林匹克运动会曲棍球比赛，获得一枚金牌。